# 龍王塘ダム

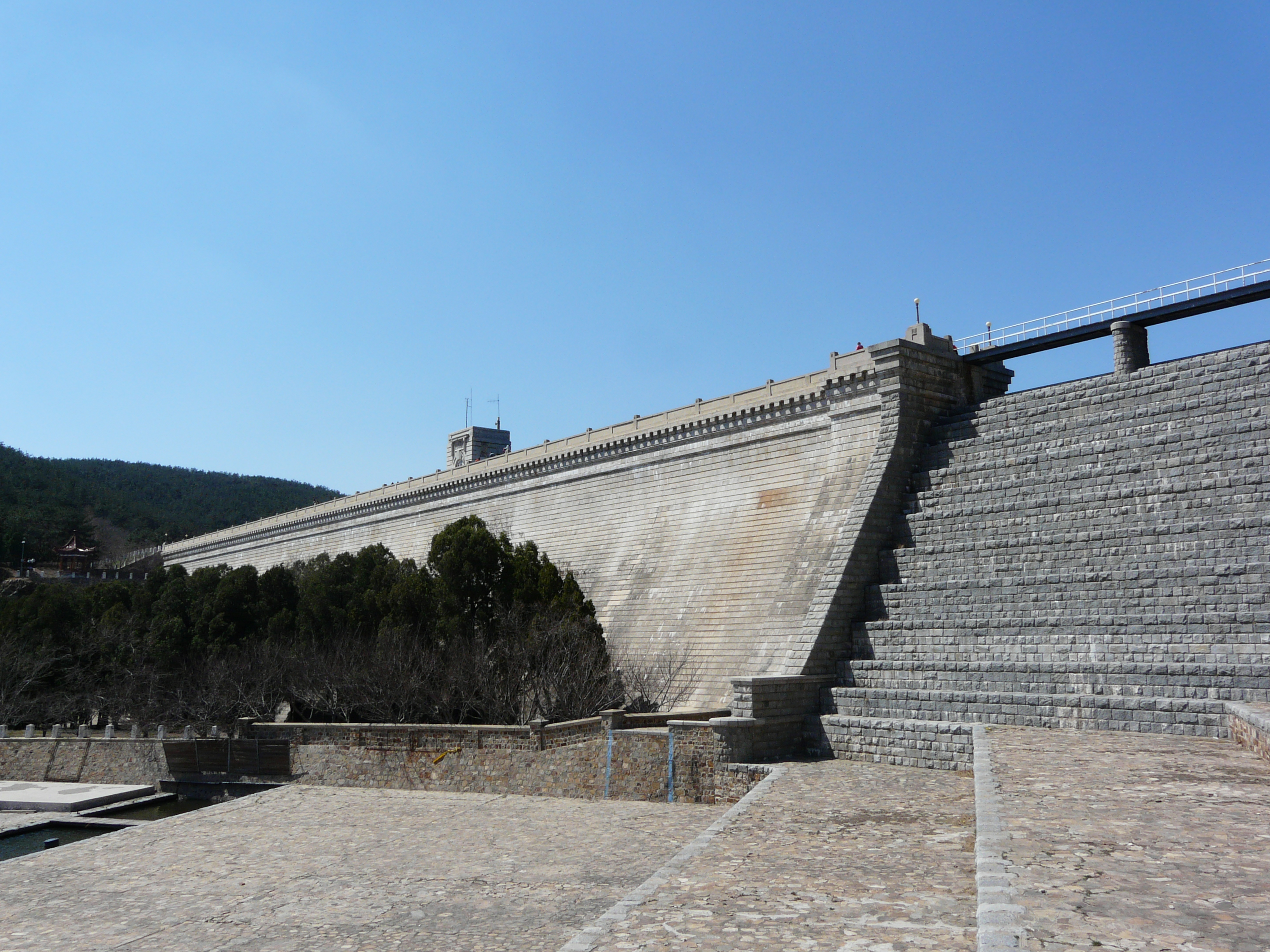
旅順の龍王塘ダム

龍王塘ダム（りゅうおうとうダム、簡体字中国語: 龙王塘水库）は、中国遼寧省大連市旅順口区龍王塘鎮（旧：官房村）に龍王河を堰き止め1924年3月31日に竣工した、堤頂長326.7 m、堤高33.9 mのダム。

## 概要
山縣伊三郎（任期1920年5月 - 1922年9月）が関東長官に就任して3カ月後の1920年8月19日に工事を開始した。
用地買収に30万円の予算を組み、工費は190万500円余り、約60人の日本人と多数の中国人労働者が建設に携わった。
ダム堤頂部の建物に、山縣の揮毫「龍王呼雨」や、竣工年や工費、当時の関東庁土木課出張所長、倉塚良夫らの名前が刻まれている。
ダム堤下に日本の桜5000株余りを植樹、1926年に龍王塘桜花園を造成した。

## 龍王塘の祠
ダム堤東側、鳳凰山の山麓に小さな祠（ほこら）があったが、文化大革命期に地元住民によって破壊され地中に投棄された。2009年5月、ダム修復中に見つかり復元された。

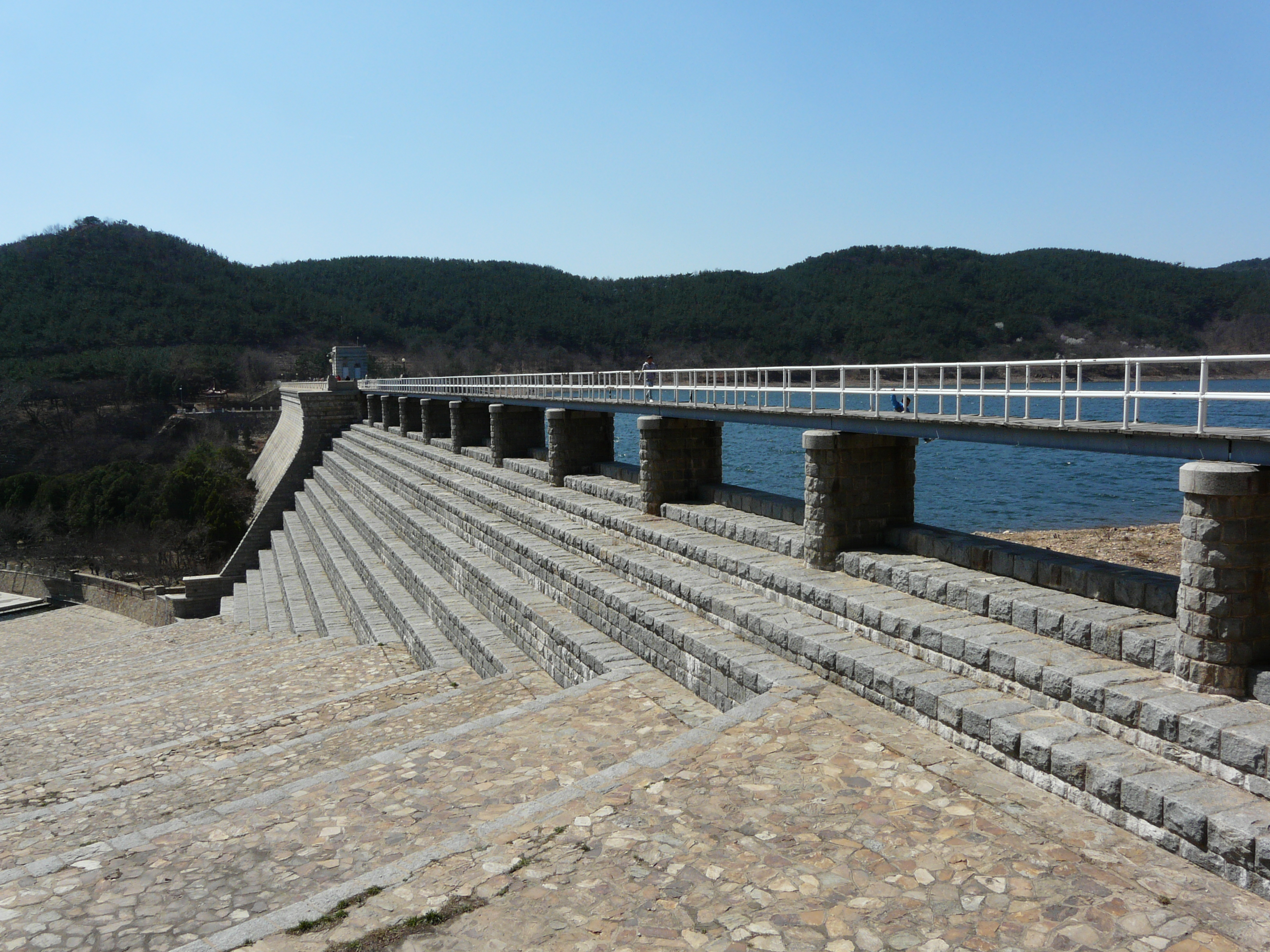
龍王塘ダム
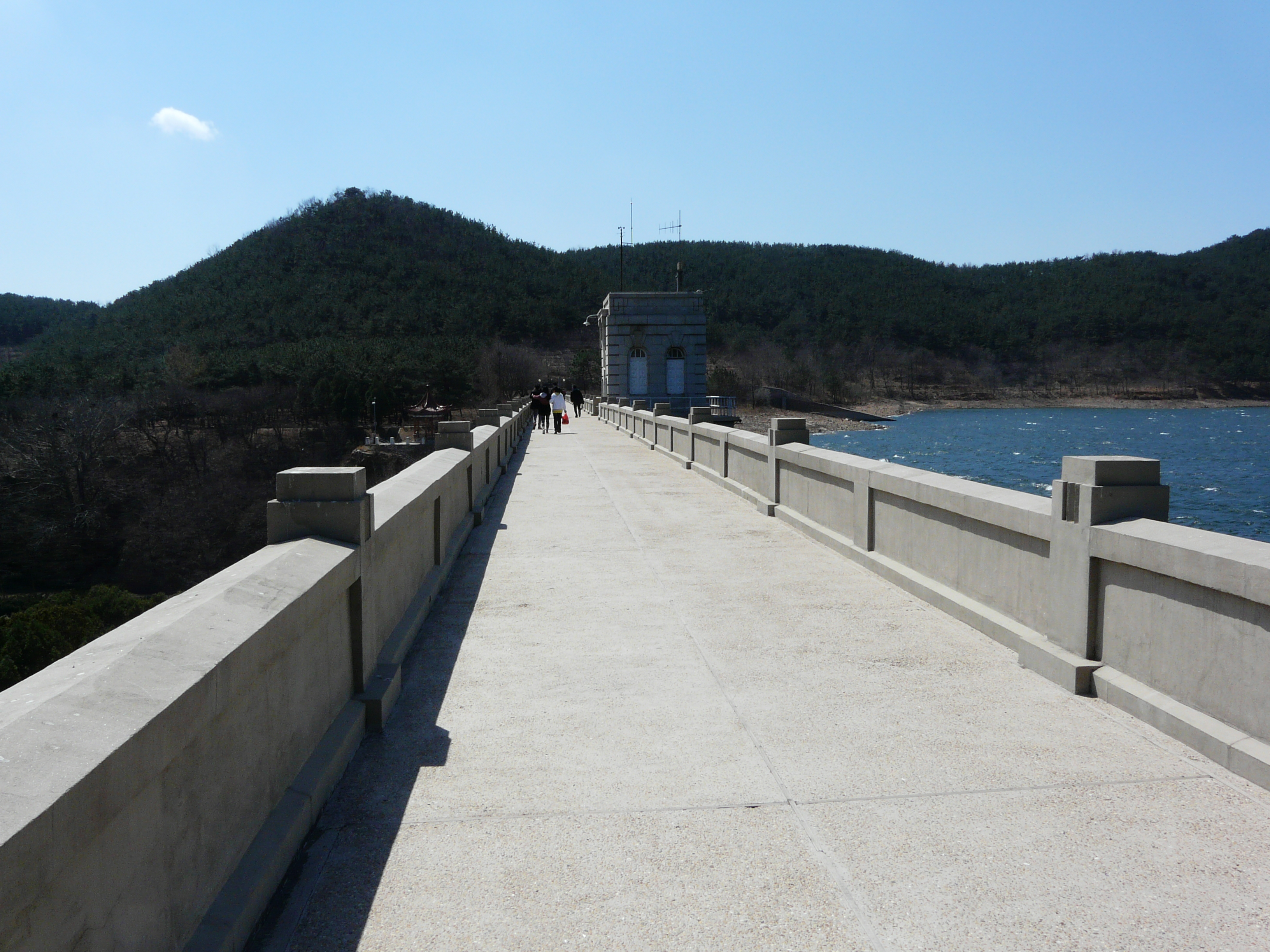
龍王塘ダム
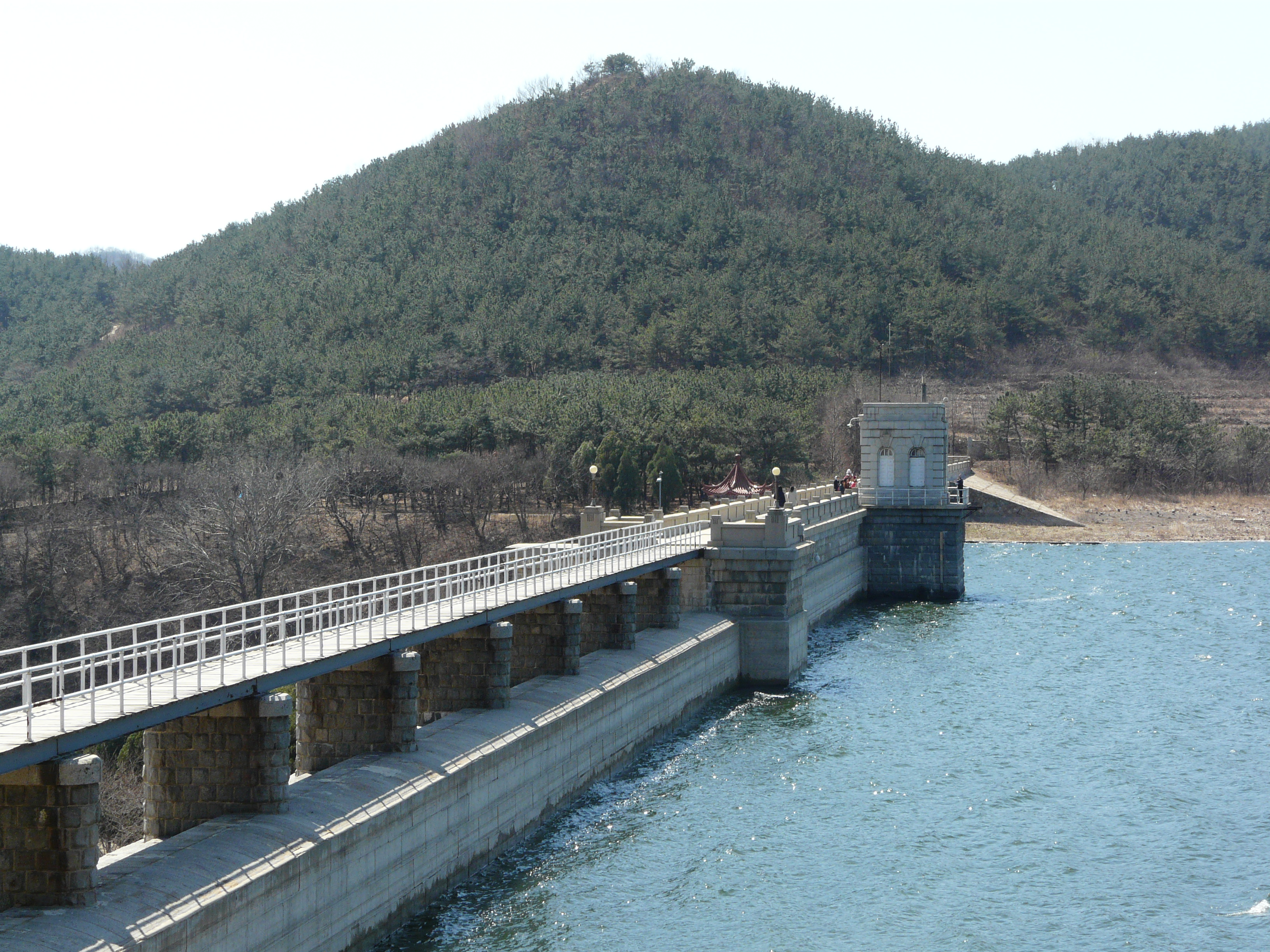
龍王塘ダムと貯水湖
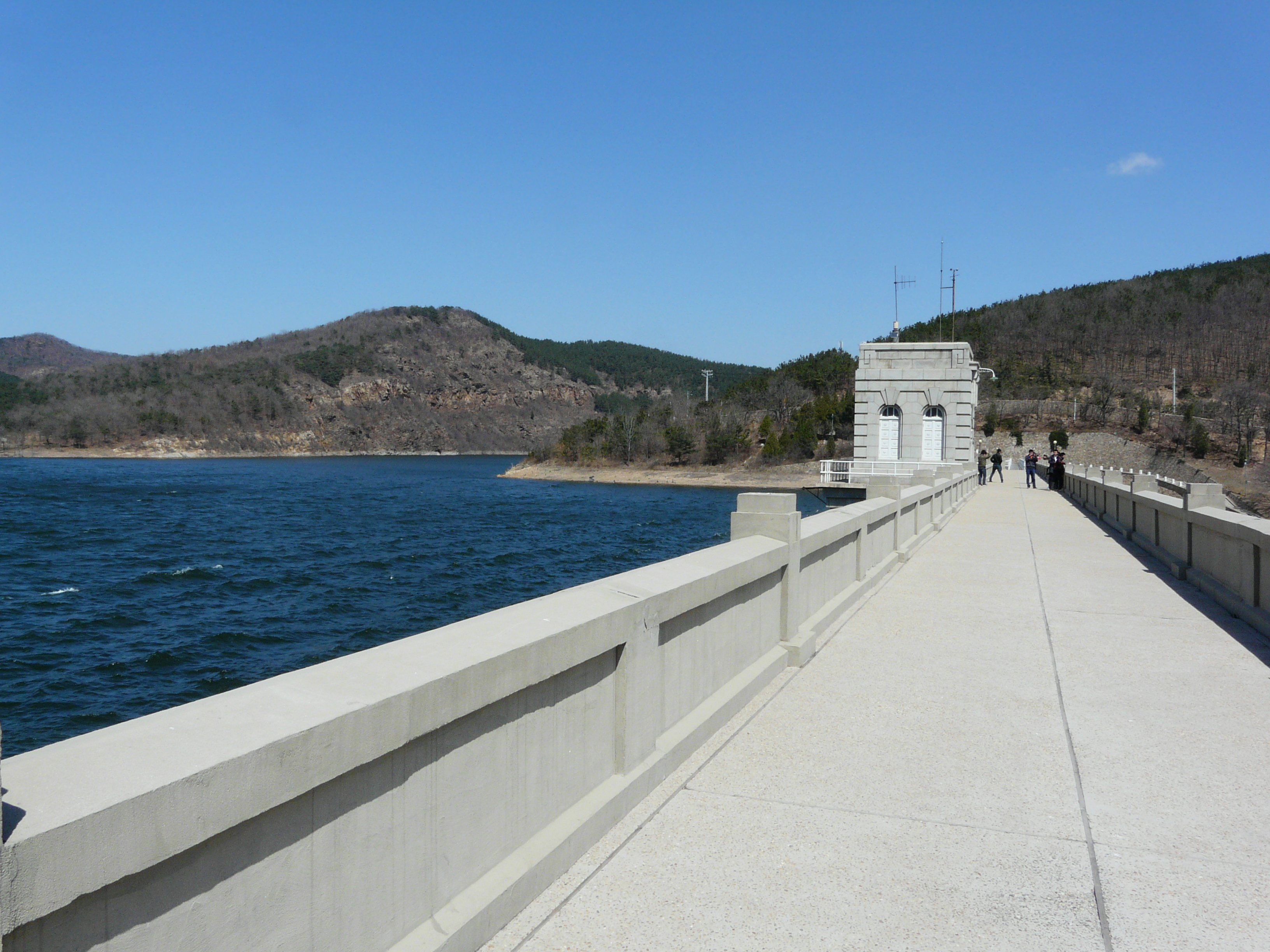
龍王塘ダムの堤頂長は326.7 m
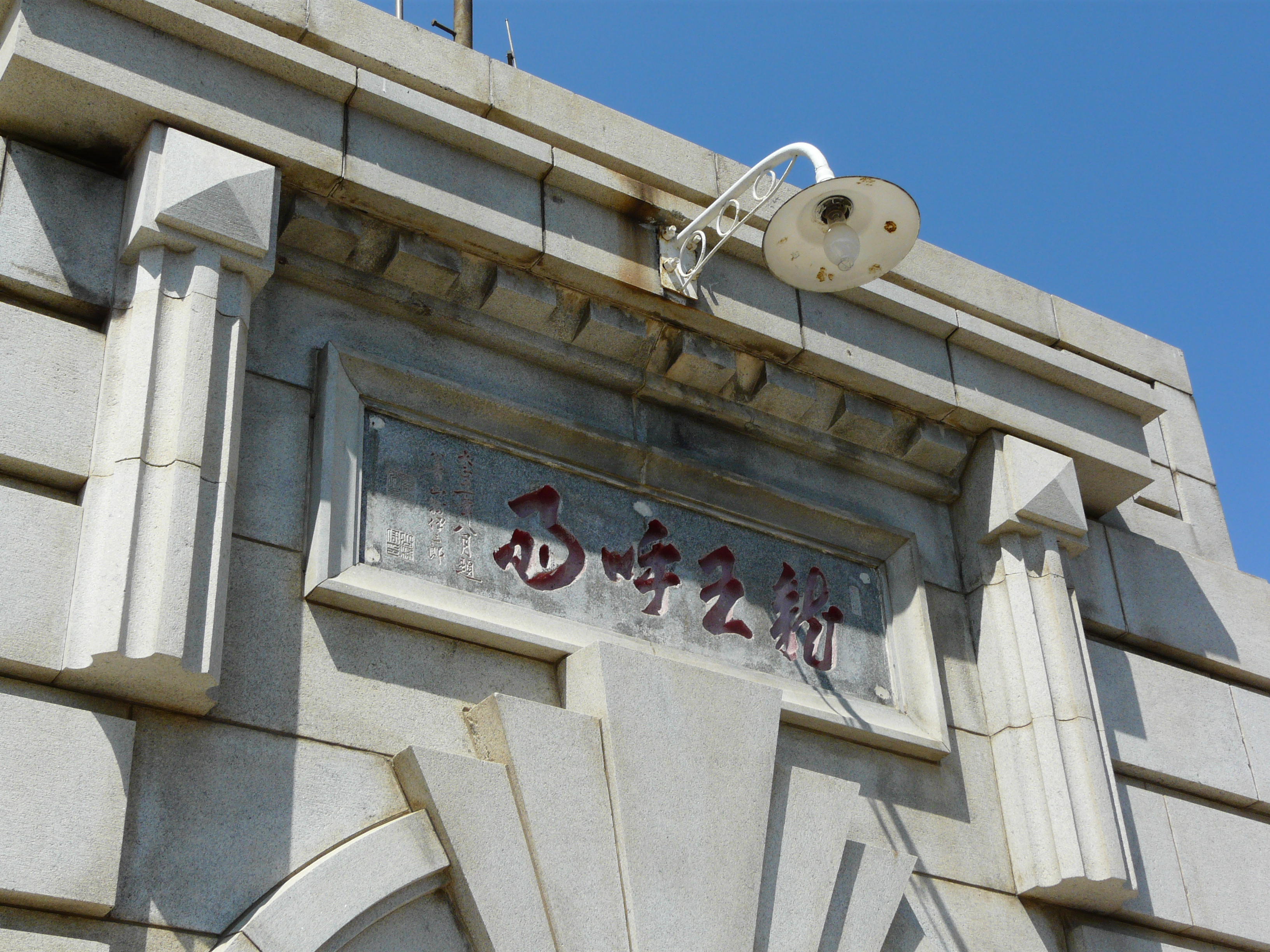
関東長官を務めた山縣伊三郎（任期1920年5月 - 1922年9月）の揮毫「龍王呼雨」
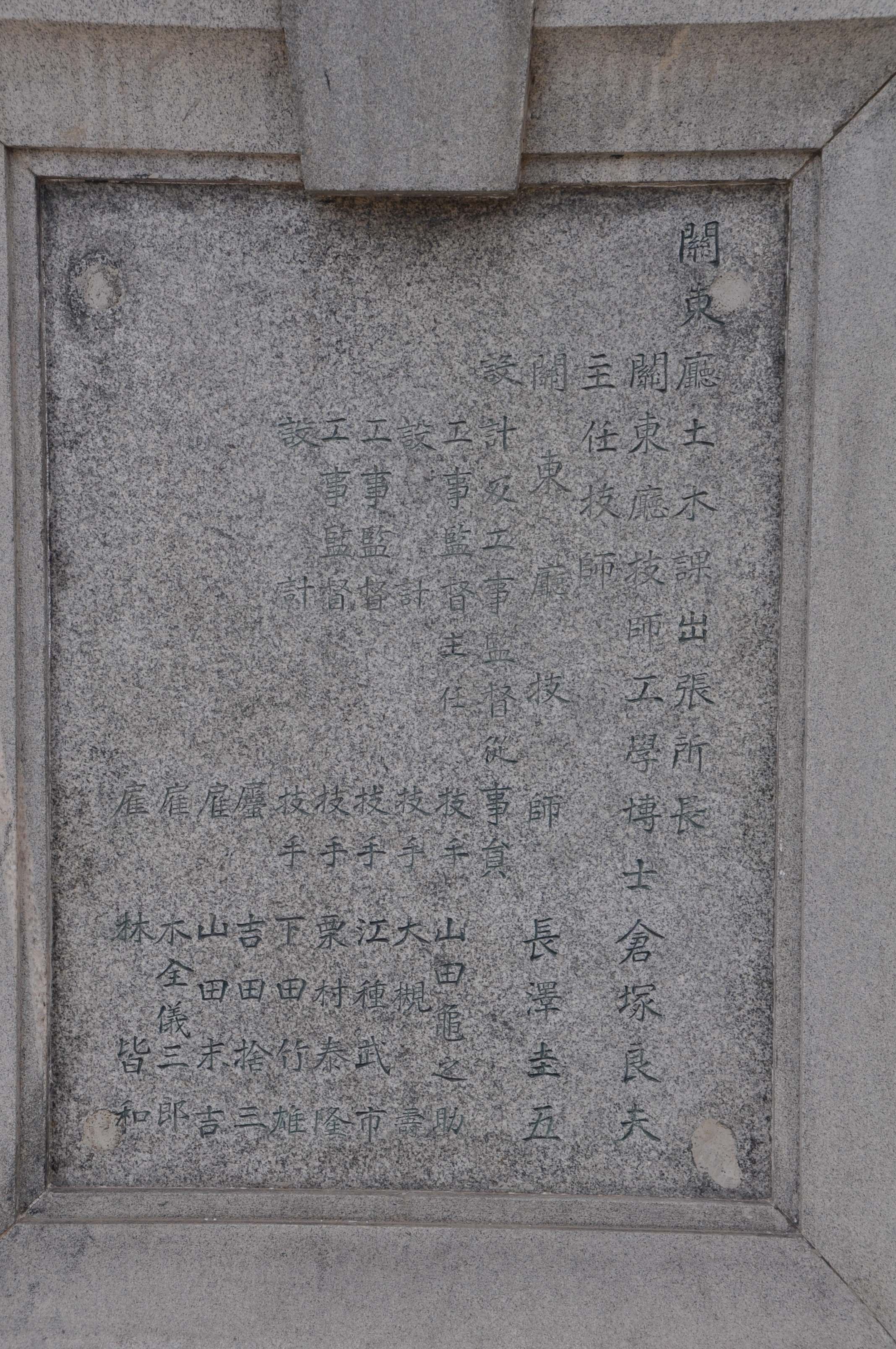
当時の関東庁土木課出張所長、倉塚良夫らの名前が刻まれている
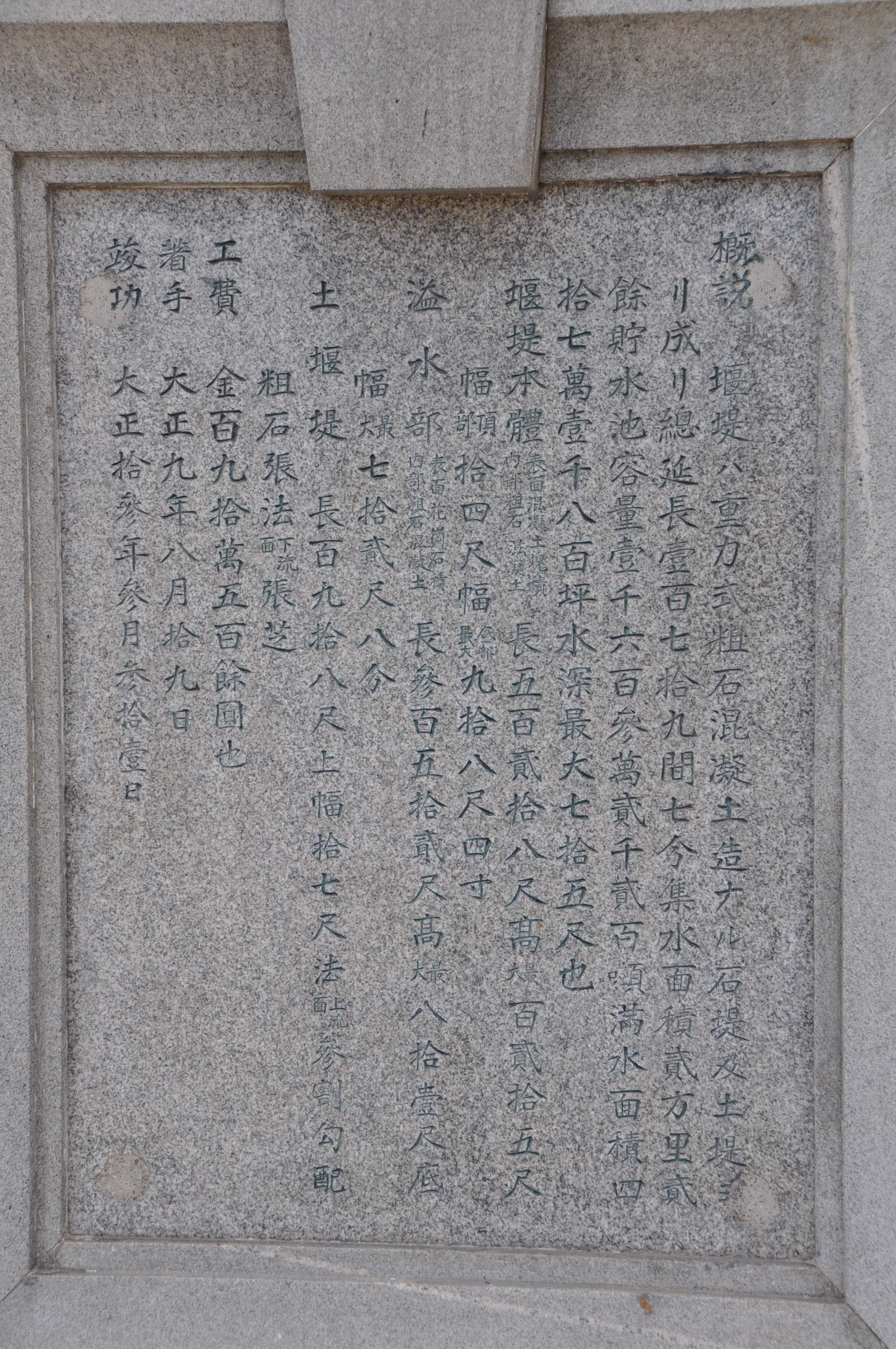
竣工年や工費が刻まれている
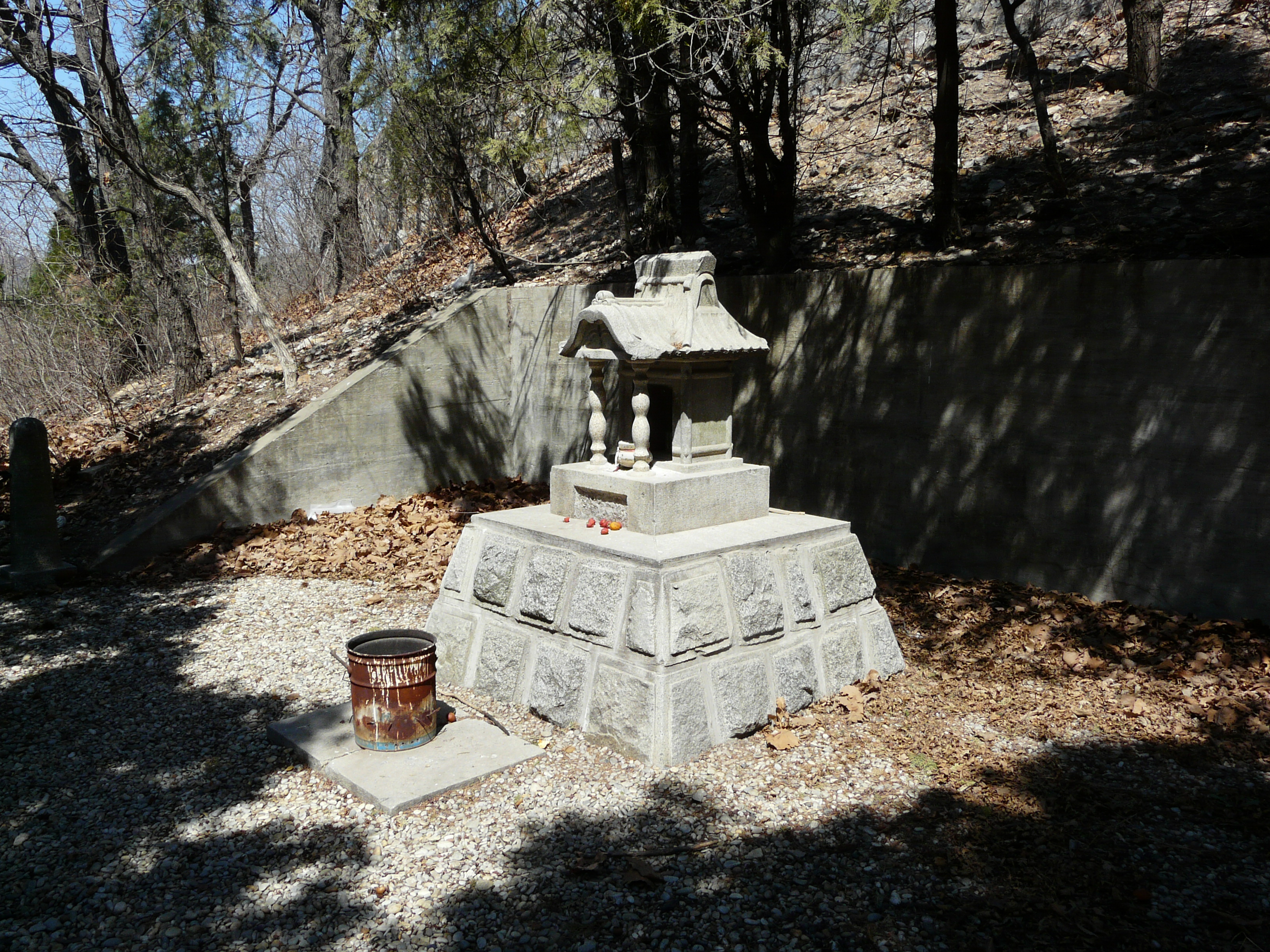
2009年5月、ダム修復中に見つかり復元された祠